# Popowo Skwierzyńskie
Popowo Skwierzyńskie – przystanek kolejowy w Popowie, w województwie lubuskim, w Polsce.

## Wymiana pasażerska
| Rok  | Wymiana pasażerska na dobę |
| ---- | -------------------------- |
| 2017 | 10-19                      |
| 2022 | 20-49                      |